# Бомбардовање Београда (1862)
Бомбардовање Београда 1862. се догодило 5/17. јуна 1862. године, са почетком у 9 сати ујутро. Трајало је до поподнева и причињена је велика материјална штета.
После инцидента на Чукур чесми 3/15. јуна 1862. развили су се већи сукоби Срба и Турака тог дана у којима је било више људских жртава и са једне и са друге стране. Посредством великих сила склопљено је примирје у понедељак 4/16. јуна и турски низами враћени су из вароши у утврђење.
Турци су били незадовољни оваквим решењем ситуације и притискали су Ашир-пашу, турског заповедника, да бомбардује Београд. Тако је у уторак око 9 сати ујутро, када је ишла свечана пратња поводом сахране терџумана Симе Нешића и поручника Ивка Прокића погинулих два дана раније, почела пуцњава топова из тврђаве на српску варош.
Пуцњава је трајала скоро до мрака. Порушен је велики број српских кућа, погинуло је и рањено више људи. Захваљујући британском конзулу Лонгворту, бомбардовање је престало и прешло се на мировно решавање проблема.
Кнез Михаило Обреновић је био тих дана одсутан из Београда, стигао је тек 5/17. јуна у Београд када се бомбаровање већ завршавало. Он је крајем маја кренуо у обилазак округа ваљевског, подринског и шабачког. Завршио је посету округу ваљевском и стигао у Лозницу 2/14. јуна увече. Хтео је да ту проведе недељу 3/15. јуна, да у понедељак 4/16. јуна дође у Шабац, па да се у среду 6/18. јуна врати у Београд. Због развоја догађаја у Београду, његова посета је прекинута и раније је стигао у Београд. Са њим је на овом путовању био и министар финансија Коста Цукић.